# Juan Alborch Miñana
Juan Alborch Miñana (Salem, 1973) is een Spaans componist, muziekpedagoog, dirigent, tubaïst en pianist.

## Levensloop
Alborch Miñana studeerde muziektheorie, tuba en muziekpedagogiek aan het Conservatorio Prfessional Mestre Vert te Carcaixent. In 1992 is hij afgestudeerd. Aansluitend studeerde hij harmonie, contrapunt, compositie, solfège, muziektheorie en piano aan het Conservatorio Superior de Música "Joaquin Rodrigo" in Valencia.
Als docent en muziekleraar werkt hij aan de Escola Comarcal de Música de la Vall d´Albaida en aan de Escola de Música Districte Marítim de Gandia. Tegenwoordig is hij professor voor harmonieleer, analyse en compositie aan het Conservatorio Superior de Música "Óscar Esplà" in Alicante.
Sinds 2005 is hij dirigent van de Banda de Música Societat Musical Beniatjarense.
Als componist schreef hij verschillende werken voor harmonieorkest en kamermuziek. In 1999 won hij een eerste prijs bij de compositie-wedstrijd voor de Música festera van de gemeente Bocairent, Valencia.

## Composities

### Werken voor Banda (harmonieorkest)
- 2003 Antologia, paso-doble
- 2004 Mediterráneo, paso-doble
- 2006 Miquelet de cota - Murero i Realista, marcha mora
- 2007 “Luis” el de la farmàcia, paso-doble
- 2007 Reflexions, paso-doble
- Masero i Boticari - Rapsòdia Masera

### Kamermuziek
- Blazerskwintet Nr. 1
- Preludi I Dansa, voor dolçaina en piano

- Biblioteca Nacional de España: XX1539952
- Library of Congress Control Number: no2015101566
- Virtual International Authority File: 87267255
- WorldCat: E39PBJktqVHxkw3J7Phc3KGvHC